# Hippodrome du Resto
L'hippodrome du Resto est un hippodrome situé à Questembert, dans le Morbihan. 

## Localisation
L'hippodrome de Questembert est situé au nord de la commune, à proximité de la gare de Questembert.

## Toponymie
Le Resto est le nom d'un lieu-dit. En breton, rest désigne soit un manoir, soit un espace non défriché.

## Description
L'hippodrome dispose de deux pistes en herbe de 15 mètres de largeur, entourant un étang d'une superficie de plus d'un hectare : une piste de steeple-chase (1 175 m de longueur) et une piste de trot (1 250 m de longueur). 
Il présente quatre réunions annuelles entre les mois de mai et d'août, en trot (2e catégorie) et en steeple chase (2e catégorie).
L'hippodrome dispose d'un restaurant panoramique.

## Histoire
La Société des courses de Questembert a été fondée en 1887. L'hippodrome a d'abord été situé à Toulhan, au sud de l'agglomération, puis a été déplacé à Kerjégo, au sud-est. Il a été installé au Resto après la Seconde Guerre mondiale. L'hippodrome du Resto a été entièrement rénové dans les années 1990.